# Auguaise
Auguaise ist eine französische Gemeinde mit 197 Einwohnern (Stand: 1. Januar 2022) im Département Orne in der Region Normandie. Sie gehört zum Arrondissement Mortagne-au-Perche und zum Kanton Tourouvre au Perche.
Nachbargemeinden sind Le Ménil-Bérard im Nordwesten, Brethel im Norden, Écorcei im Nordosten, La Chapelle-Viel im Osten, Les Aspres im Südosten und La Ferrière-au-Doyen im Südwesten. 

## Bevölkerungsentwicklung
| Jahr      | 1962 | 1968 | 1975 | 1982 | 1990 | 1999 | 2008 | 2015 |
| --------- | ---- | ---- | ---- | ---- | ---- | ---- | ---- | ---- |
| Einwohner | 164  | 142  | 122  | 118  | 103  | 119  | 145  | 194  |